# Ворнівка (Вілейський район)
Ворнівка (біл. вёска Ворнаўка) — село в складі Вілейського району Мінської області, Білорусь. Село підпорядковане Довгинівській сільській раді, розташоване в північній частині області.